# Petrus de Cruce
Petrus de Cruce, Pierre de la Croix – francuski kompozytor i teoretyk muzyki, działający na przełomie XIII i XIV wieku.

## Życiorys
Pochodził z rodziny patrycjuszowskiej, związany był z ośrodkiem w Amiens, gdzie prawdopodobnie także się urodził. Przypuszczalnie między 1260 a 1290 rokiem studiował na Uniwersytecie Paryskim, uzyskując tytuł magistra. W 1298 roku przebywał na dworze królewskim w Paryżu, następnie w latach 1301–1302 na dworze biskupa Amiens Guillaume’a de Mâcon.

## Twórczość
Komponował głównie 3-głosowe motety wielotekstowe, w których występuje nieozdobiony tenor w długich wartościach rytmicznych, zbliżony do niego motetus i swobodne rytmiczne triplum. Przypisywane jest mu autorstwo rymowanego oficjum o Ludwiku IX Świętym. Był autorem napisanego w Amiens traktatu Tractatus de tonis, który stanowi ważne ogniwo w rozwoju notacji menzuralnej. Wprowadził podział brevis na 2-3 semibreves, jako pierwszy zastosował też punctus divisionis do oddzielenia grup semibreves.